# 奧爾良美術館
奧爾良美術館（法語：Musée des beaux-arts d'Orléans）是位於法國奧爾良的一座美術館，開幕於1797年。美術館收藏了15世紀至20世紀的美術作品，包括約2000幅繪畫、700件雕刻、1200件以上的裝飾美術品、10,000件素描和50000件印刷物藏品。並且在法國所有美術館中，擁有僅次於盧浮宮的第二大多的法國人畫家粉彩畫作品。